# Die Scanner
Die Scanner ist ein dystopischer Jugendroman von Martin Schäuble. Veröffentlicht wurde er 2014 unter dem Pseudonym Robert M. Sonntag in der Reihe Die Bücher mit dem blauen Band beim S. Fischer Verlag (Fischer KJB). 2019 erschien das Buch Die Gescannten (ebenso bei S. Fischer).

## Handlung
Rob und sein Freund Jojo arbeiten als Buchagenten für die Scan AG, das heißt, sie suchen Menschen, die Bücher lesen, und scannen diese, um den Menschen das „allumfassende“ Wissen bereitzustellen. In einem Metrogleiter treffen sie auf einen geheimnisvollen Mann, dessen Name Arne ist, und da Arne gerade ein Buch liest, versuchen Rob und Jojo es ihm mit sehr viel Geld abzukaufen. Arne gibt es ihnen mit der Bedingung, es zu lesen. Er hinterlässt Rob eine Nachricht, in der eine Aufforderung zu einem Treffen steht. Kurze Zeit später erfährt Rob, dass Arne ein gesuchter Terrorist ist, auf den eine Belohnung von 500.000 ausgesetzt ist. Er beschließt, zu dem Treffen zu gehen mit der Absicht, die 500.000 für seine Ergreifung zu bekommen. 
Bei dem Treffen stellt sich heraus, dass Arne der Chef der Geheimorganisation „Büchergilde“ ist, die es sich zur Aufgabe gemacht hat, die letzten Bücher zu bewahren und zu schützen. Da auch Robs alte Lieblingsprofessorin bei der Büchergilde ist und er neugierig ist, will er sie zunächst nicht verraten. Auf dem Weg im Metrogleiter zu einem Arbeitstreffen fällt der Strom aus, und er kommt mit einer Frau namens Fanni ins Gespräch und verliebt sich in sie. Angeblich, so heißt es in den Medien, handelt es sich bei dem Stromausfall um einen Anschlag der Büchergilde. Als Rob nach einer Feier auf der Toilette aufwacht, bekommt er eine Unterhaltung zwischen Nomos, seinem Chef, und einem Unbekannten mit, in der es um etwas geht, das am nächsten Tag um 12 Uhr geschehen soll. Nachdem er einen Brief erhalten hat, in dem Fanni schreibt, dass sie auch der Büchergilde angehört, trifft Rob sich ein zweites Mal mit Arne. Bei diesem Treffen erfährt er, dass die Büchergilde nicht schuldig an dem Anschlag ist. In der geheimen Bücherei zeigt Arne Rob drei Bücher: Fahrenheit 451, Schöne neue Welt und 1984, wobei er Rob erzählt, dass in diesen Büchern bereits prophezeit worden sei, was einmal mit der Welt geschehen werde, wenn die Bücher zerstört und wenige Medienkonzerne die Kontrolle über die Menschen übernehmen würden. Als Rob ihm von dem Gespräch mit dem Unbekannten und Nomos erzählt, fordert Arne ihn auf, er solle um 12 Uhr zu ihm kommen. Robs Freund und Kollege Jojo ist inzwischen Rob gegenüber sehr misstrauisch geworden und wundert sich, dass Rob Arne noch immer nicht angezeigt hat. Er hat jedoch zu wenig Zeit, sich darauf zu konzentrieren, weil er sehr mit seiner virtuellen Freundin Melli beschäftigt ist. Als er ein Video zugespielt bekommt, das sie mit einem anderen zeigt, nimmt er eine Überdosis der Droge Nador und stirbt. Auf Jojos „Beerdigung“ erfährt Rob allerdings, dass er und Jojo ebenfalls als Terroristen gesucht werden. Die Wahrscheinlichkeit, dass Jojo wirklich Selbstmord begangen hat, wird immer kleiner. Rob entscheidet sich, zurück zu Arne zu gehen.
Durch die Hilfe einer Priesterin kann er vor der Polizei, genannt SAIV (Sabotagen-Abwehr und Informations-Verteidigung), fliehen. Als Rob im Versteck der Büchergilde ankommt, wird er von einem Mitglied der Büchergilde auf ein Pferd gesetzt und nach Camp Hope 48 geschickt. Von dort fährt er mit einem kleinen Boot weiter. Vor Erschöpfung schläft er ein. Das Boot bringt ihn zu einer Höhle, in der sich ein Versteck der Büchergilde befindet. Als er wieder aufwacht, erklärt ihm Arne, dass hier schon lange zerstörte Bücher reproduziert würden, und trägt ihm auf, seine Erlebnisse bei der Scan AG niederzuschreiben. So ist Rob zugleich Hauptperson und Autor des Buches.

## Begriffe
- Ultranetz: Ultranetz ist das Internet der Zukunft und hat in dem Roman die Informationshoheit. Außerdem ist Ultranetz der Hersteller der Mobril.
- Mobril: Die Mobril ist eine interaktive Brille mit einem Touchpad an der Seite. Sie kann Bilder und Videos projizieren und Anrufe tätigen. Mobril ist mit dem Ultranetz verbunden und ihr Träger wird damit überwacht.
- Scan-AG: Die Scan-AG ist ein Teilunternehmen von Ultranetz, dessen Mitarbeiter für das Scannen von sämtlichen Printmedien zuständig sind. Dazu setzt die Scan-AG Buchagenten ein.
- Buchagenten: Buchagenten sind Angestellte der Scan-AG, die überall nach Printmedien suchen, die sie den Lesern abkaufen und scannen. Wenn die Leser ihre Bücher oder anderen Printmedien nicht an die Buchagenten verkaufen wollen, werden sie durch geschickte Strategien überzeugt oder – falls sie sich nachhaltig weigern – Nomos, dem Chef der Scan-AG, gemeldet und dann verfolgt.
- Büchergilde: Die Büchergilde ist eine Untergrundorganisation, die es sich zur Aufgabe gemacht hat, die Bücher zu schützen und die Firma Ultranetz zu stürzen. Sie besteht aus Autoren, Bibliothekaren, Buchagenten und Verlagsvertretern. Sie wird von Arne Bergmann geleitet, der die letzte existierende Bibliothek verwaltet. Der Hauptsitz der Büchergilde liegt in der Kanalisation außerhalb der Stadt, wo alte Druckerpressen zum Verbreiten von Büchern stehen.
- Metro-Gleiter: Der Metro-Gleiter ist eine Art hochtechnisierte Magnetbahn, welche sehr schnell durch alle Zonen fährt und an vielen Haltestellen hält.
- Nador: Nador ist eine Droge, die es in allen Formen gibt und die zunächst für alte Menschen bestimmt ist. Sie soll, laut Werbung, satt und glücklich machen. Eine Überdosis kann tödlich sein. Deshalb ist sie auch für alle, die nicht im Altersheim leben, verboten. In der C-Zone gibt es einen Schwarzmarkt, bei dem auch Jojo das Nador kaufte, das ihn angeblich tötete.

## Orte
- A-Zone: In der A-Zone leben die Menschen, die sich Luxus leisten können. In dieser Zone ist alles geordnet. Hier befindet sich auch die Hauptzentrale von Ultranetz.
- B-Zone: In der B-Zone leben die Menschen, die zwar genug Geld haben, um nicht in die C-Zone abzurutschen, aber nicht genug Geld haben, um in der A-Zone leben zu können. Sie beherbergt die Mittelschicht der Bevölkerung.
- C-Zone: Die C-Zone wird von Außenstehenden „Chaos-Zone“ genannt, denn die Regierung kümmert sich nicht darum, hier für Ordnung zu sorgen. So sammelt sich alle Kriminalität in dieser Zone. Es befinden sich hauptsächlich Altersheime in dieser Zone, in denen die alten Leute „betreut“ werden, indem man ihnen Nador gibt. Außerdem leben hier alle, die keinen Job, oder nicht genug Geld für eine Wohnung in der A- oder B-Zone haben. Am Rand der Zone gibt es eine Art Zeltstadt, in der Menschen, die sich nicht in die Gesellschaft eingliedern konnten bzw. nicht integriert wurden, leben, das Camp Hope 48.
- Camp Hope 48: Camp Hope 48 ist ein Bereich in der C-Zone, in dem sehr arme Menschen in kaputten Zelten und zerlumpten Kleidern leben. Ein Taxifahrer nennt diesen Bereich Zonenverteilung.

## Figuren
Rob ist der Protagonist und ein junger Erwachsener. Er trägt eine Glatze und lebt in der A-Zone, wo nur Menschen leben, die privilegierter und reicher sind als der Durchschnitt. Von Jojo, seinem besten Freund, ist er überredet worden, für die Scan-AG zu arbeiten, weshalb er Bücher finden soll und sie ihren Besitzern abkauft.
Rob kam nur zur Scan-AG, weil er sein Studium abbrechen musste. Er hat Altwissen studiert und konnte sich das wegen der steigenden Studiengebühren nicht mehr leisten. Aber sein Interesse an diesem Thema ist nicht erloschen. Sein neuer Arbeitgeber, Nomos, ist davon wenig begeistert. Er hält das Wissen, das dort vermittelt wird, für unnötig und nicht mehr zeitgemäß. Das ist einer Gründe, weshalb Rob seinen Chef nicht mag. Ein anderer ist, dass er Nomos Art der Unternehmensführung kritisch sieht. Das heißt aber nicht, dass er zu diesem Zeitpunkt die Ziele der Scan-AG ablehnt, denn er ist sehr überzeugt von Ultranetz und vielen anderen technischen Erfindungen, die in dieser Zeit wichtig sind.
Robs Familie besteht aus seiner Mutter und seinem Vater. Sein Vater arbeitet in der Firma, welche die Schienen für die Metro-Gleiter herstellt, baut und verlegt. Da Rob die schnelle Beschleunigung der Gleiter nicht gut verträgt, hält er auch nicht viel von der Arbeit seines Vaters. Sein Vater ist nicht viel Zuhause und Robs Beziehung zu ihm scheint kühl zu sein. Seine Mutter hat einen Bürojob, kümmert sich nicht mehr viel um ihr erwachsenes Kind und beachtet Rob wenig.
Jojo ist Robs bester Freund, Nachbar und Arbeitskollege. Er ist einer der wenigen Menschen, die Rob in der realen Welt kennt und damit nicht nur ein Kontakt über einen Livestream auf einer Mobril oder in einem Chat. Rob streamt oft sein tägliches Leben über seine Mobril, das von einigen seiner 8500 bei Ultranetz registrierten Freunde verfolgt wird. Da er sein Leben auf diese Weise teilt, sieht er keine Notwendigkeit, Menschen persönlich zu treffen. Seinem Vater gegenüber argumentiert er auch, dass die realen Treffen nur viel teurer wären.
Zu Beginn der Handlung ist Rob ein großer Verfechter der neuesten Technologien.
Man erfährt mehr über Rob, als Melli, Jojos Freundin, zum ersten Mal erwähnt wird. Er ist ein bisschen eifersüchtig auf die Beziehung zwischen den beiden. Aber es ist auch klar, dass er von so einer virtuellen Liebesbeziehung nicht viel hält, denn Jojo und Melli haben eine Ultranetz-Beziehung, das heißt, sie haben sich noch nie real getroffen. Daran wird deutlich, dass Rob zunehmend kritischer gegenüber der neuen Technik wird, die das Leben im Jahr 2035 bestimmt.
Der Leser erfährt noch mehr über Robs eigenes Liebesleben, als Fanni auftaucht. Sie treffen sich zum ersten Mal in einem stehengebliebenen Metro-Gleiter. Rob findet sie hübsch und sie unterhalten sich unbeobachtet und lange über sehr private Dinge, weil auch noch der Strom ausgefallen ist. Rob verliebt sich in Fanni und Arne sagt ihm, dass sie ihn irgendwie mögen würde.
Zu Arne Bergmann und der Büchergilde hat Rob eine besondere Verbindung. Wie auch Fanni trifft er Arne zum ersten Mal in einem Metro-Gleiter. Er liest ein Buch und Jojo und Rob wollen es ihm abkaufen. Diese erste Begegnung führt zu einem zweiten Treffen, zu dem Rob nur geht, weil er das Kopfgeld in Höhe von 500.000 Euro, das auf Arne ausgesetzt ist, kassieren will. Dort stellt er fest, dass seine alte Professorin von der Universität ein Mitglied der Büchergilde ist, weil er ihre Stimme wiedererkennt. Sie bringt ihn dazu, sich mehr mit der Büchergilde zu beschäftigen. Je mehr er sich auf die Büchergilde einlässt, desto mehr gefällt ihm, was sie mit ihren Aktionen erreichen wollen. Er merkt auch immer häufiger, dass er mit seiner Arbeit als Scanner nicht zufrieden ist. Nun befindet er sich in einer Zwickmühle. Er braucht seinen Job, um sein Leben zu finanzieren, aber er findet ihn nicht besonders gut, auch, weil es zunehmend schwieriger wird, Leute zu finden, die sich Bücher abkaufen lassen wollen. Er merkt langsam, dass er sich zwischen seinem Job und der verbotenen Organisation, der Büchergilde, entscheiden muss. 
Die stärkste emotionale Bindung hat Rob zu seinem besten Freund Jojo. Deshalb ist er bestürzt, als herauskommt, dass Jojo Selbstmord begangen hat oder an einer Überdosis Nador gestorben ist. Das Thema Nador ist ein großer Streitpunkt zwischen den Freunden gewesen, da Rob gegen Drogen ist und Jojo Nador eingenommen hat. Rob hat sich schon länger Sorgen um Jojo gemacht, weil er weiß, dass die Droge schon viele Menschen ruiniert hat. 
Die Tatsache, dass der Roman aus seiner Sicht geschrieben ist, macht es leicht, seine Gedanken und Handlungen nachzuvollziehen. Er wirkt abenteuerlustig, langweilt sich aber auch relativ schnell. Robs Charakter zeichnet sich dadurch aus, dass er sehr einfühlsam, neugierig und freundlich ist. Er sorgt sich um seine Eltern, Jojo und Fanni. Aber er sorgt sich nicht nur um sie, sondern denkt auch kritisch über ihre Handlungen und sich selbst nach. Zu Beginn des Romans ist Rob kaum selbstkritisch, aber das ändert sich im Verlauf der Handlung. So reflektiert er zunehmend seinen Job, sein Leben oder den Gebrauch seines Handys oder der Mobril, bis er schließlich für die Büchergilde tätig wird.
Jojo ist ein junger Erwachsener in Robs Alter, der eine Glatze hat wie die meisten Bewohner der A-Zone. Er hat eine Freundin, die er ausschließlich virtuell trifft, Melli. Von Beruf ist er ein Buch-Agent und damit Robs Arbeitskollege. 
Bevor er bei der Scan-AG angefangen hat, hat er an einer Privatuniversität von Ultranetz studiert, die er aber verlassen musste, weil er im Unterricht nicht aufgepasst hat und zu viel spielte. Daraus kann man schließen, dass er begabt ist, aber nicht sehr zielstrebig. Bei den Verkaufsgesprächen als Buch-Agent ist Jojo jetzt aber sehr zielstrebig und ehrgeizig und er glaubt an die Ziele von Ultranetz. Er ist von seinem Job überzeugt und nimmt ihn sehr ernst. Aber er sieht auch, dass es für ihn und Rob immer schwerer wird, anderen Menschen Bücher abzukaufen, weshalb er seine berufliche Zukunft pessimistisch sieht.
In seiner Freizeit hingegen lächelt er oft und ist nicht besonders ernsthaft, deshalb findet er auch viele Freunde. Nicht nur reale Freunde, sondern auch virtuelle im Ultranetz. Doch sein bester Freund ist Rob, sie sind fast wie Geschwister und sie kennen sich sehr gut. Außerdem ist er großzügig, da er z. B. Rob den Job bei Ultranetz besorgt hat und ihn einmal im Monat zu einem Film in die Oase, einem Center für interaktive Filme, einlädt. Wahrscheinlich, weil er mehr Geld zur Verfügung als Rob hat, denn er übernimmt viele Privataufträge für Ultranetz und arbeitet sehr viel. Er ist zwar unordentlich, aber er ist auch schlau, interessiert sich für Technik und baut gern elektronische Geräte. Die Mobril trägt er immer und er hat ein Mobril-Abo, was er sich leisten kann, da er wohlhabend ist.
Melli ist seine Freundin, in die er sehr verliebt ist. Er trifft sie zwar nur virtuell über das Ultranetz, möchte aber mit ihr seine Zukunft verbringen. Jojo konsumiert häufig Nador, weil er sich entspannen möchte, und stirbt an einer Überdosis davon, nachdem er ein altes Video von Melli mit ihrem Ex-Freund auf seiner Mobril zu sehen bekommen hat. Weil zuvor auch Nomos plötzlich verstorben ist, erscheint Jojos vermeintlicher Selbstmord in anderem Licht. Zumal Jojo und Rob kurz vorher von Ultranetz zu gesuchten Terroristen erklärt worden sind. Fraglich ist vor allem, warum das alte Video von Melli auf einmal auf seiner Mobril auftaucht.

## Bezüge
Das Buch hat drei berühmte dystopische Romane als Vorbilder: Fahrenheit 451, Schöne neue Welt und 1984. Diese Bücher zeigen mehrere Parallelen zu den Scannern. In Fahrenheit 451 heißt die Hauptperson Guy Montag, in Die Scanner Robert M. Sonntag. Feuerwehrmänner durchsuchen dort Wohnungen nach Büchern und verbrennen sie dann, während die Buchagenten Bücher aufkaufen, sie einzuscannen und dann erst vernichten. In Schöne neue Welt gibt es eine verbreitete Droge, die die Menschen „glücklich“ und apathisch macht, ähnlich Nador in Die Scanner. Es gibt in beiden Büchern eine Widerstandsbewegung gegen ein autoritäres Herrschaftssystem. Außerdem gibt es in beiden Büchern Zonenbereiche. In 1984 gibt es im Vergleich zu Die Scanner ebenfalls eine intensive Überwachung mittels elektronischer Geräte.

## Rezension
- „Mit ‘Die Scanner’ ist Robert M. Sonntag ein kluger und fesselnder Jugendroman gelungen, der mit spannenden Ideen überzeugt.“ (Buchbegegnungen, 9. Juni 2013)
- „Ein packender Zukunftsthriller, der durch seine viele klugen Ideen besticht. Visionär sehr zu empfehlen!“ (Ravensburg-Newsletter, Mai 2013)

## Auszeichnungen
- Für Die Scanner erhielt Martin Schäuble den mit 5000 Euro dotierten „Preis des Wirtschaftsclubs im Literaturhaus Stuttgart“ 2013.[31]
- Im April 2013 wurde der Roman in die Deutschlandfunk-Bestenliste „Die besten 7 Bücher für junge Leser“ aufgenommen.[32]

## Ausgaben
- Robert M. Sonntag: Die Scanner. Fischer KJB, Frankfurt am Main 2013, ISBN 978-3-596-85537-7.
- Robert M. Sonntag: Die Scanner. Fischer E-Books, Frankfurt am Main 2013, ISBN 978-3-10-402428-8.
- Robert M. Sonntag: Die Scanner. Fischer KJB Taschenbuch, Frankfurt am Main 2014, ISBN 978-3-596-81154-0.
- Robert M. Sonntag: Die Scanner. Fischer KJB Taschenbuch, Frankfurt am Main 2023, ISBN 978-3-596-85537-7.

## Sekundärliteratur
- Unterrichtsmaterial für Die Scanner vom Krapp & Gutknecht Verlag: Unterrichtsmaterial. Die Scanner.
- Unterrichtseinheit für Die Scanner vom Landesbildungsserver BW: Unterrichtseinheit. Die Scanner.
- Unterrichtsmodell für Die Scanner vom S. Fischer Verlag: Unterrichtsmodell. Die Scanner.
- Beitrag über Die Scanner in der Fachzeitschrift Literatur im Unterricht von Sabine Anselm: Inhaltsangabe der Zeitschrift.

## Belege
1. ↑  Sonja Stöhr: Ultranetz, Mobril und Denker. 25. März 2019, abgerufen am 9. Mai 2019.
2. ↑  Erläuterungen zu Begriffen, die für die Gesellschaft des Romans typisch sind, finden sich im Abschnitt Begriffe.
3. ↑  Robert M. Sonntag: Die Scanner. 1. Auflage. Fischer Kinder- und Jugendtaschenbuch, 2023, ISBN 978-3-596-85537-7, S. 13.
4. ↑  Robert M. Sonntag: Die Scanner. 1. Auflage. Fischer Kinder- und Jugendtaschenbuch, 2023, ISBN 978-3-596-85537-7, S. 14/15.
5. ↑  Robert M. Sonntag: Die Scanner. 1. Auflage. Fischer Kinder- und Jugendtaschenbuch, 2023, ISBN 978-3-596-85537-7, S. 37.
6. ↑  Robert M. Sonntag: Die Scanner. 1. Auflage. Fischer Kinder- und Jugendtaschenbuch, 2023, ISBN 978-3-596-85537-7, S. 24.
7. ↑  Robert M. Sonntag: Die Scanner. 1. Auflage. Fischer Kinder- und Jugendtaschenbuch, 2023, ISBN 978-3-596-85537-7, S. 59.
8. ↑  Robert M. Sonntag: Die Scanner. 1. Auflage. Fischer Kinder- und Jugendtaschenbuch, 2023, ISBN 978-3-596-85537-7, S. 15.
9. ↑  Robert M. Sonntag: Die Scanner. 1. Auflage. Fischer Kinder- und Jugendtaschenbuch, 2023, ISBN 978-3-596-85537-7, S. 30.
10. ↑  Robert M. Sonntag: Die Scanner. 1. Auflage. Fischer Kinder- und Jugendtaschenbuch, 2023, ISBN 978-3-596-85537-7, S. 42.
11. ↑  Robert M. Sonntag: Die Scanner. 1. Auflage. Fischer Kinder- und Jugendtaschenbuch, 2023, ISBN 978-3-596-85537-7, S. 83 ff.
12. ↑  Robert M. Sonntag: Die Scanner. 1. Auflage. Fischer Kinder- und Jugendtaschenbuch, 2023, ISBN 978-3-596-85537-7, S. 110.
13. ↑  Robert M. Sonntag: Die Scanner. 1. Auflage. Fischer Kinder- und Jugendtaschenbuch, 2023, ISBN 978-3-596-85537-7, S. 13.
14. ↑  Robert M. Sonntag: Die Scanner. 1. Auflage. Fischer Kinder- und Jugendtaschenbuch, 2023, ISBN 978-3-596-85537-7, S. 30.
15. ↑  Robert M. Sonntag: Die Scanner. 1. Auflage. Fischer Kinder- und Jugendtaschenbuch, 2023, ISBN 978-3-596-85537-7, S. 64.
16. ↑  Robert M. Sonntag: Die Scanner. 1. Auflage. Fischer Kinder- und Jugendtaschenbuch, 2023, ISBN 978-3-596-85537-7, S. 108.
17. ↑  Robert M. Sonntag: Die Scanner. 1. Auflage. Fischer Kinder- und Jugendtaschenbuch, 2023, ISBN 978-3-596-85537-7, S. 70 ff.
18. ↑  Robert M. Sonntag: Die Scanner. 1. Auflage. Fischer Kinder- und Jugendtaschenbuch, 2023, ISBN 978-3-596-85537-7, S. 48/49.
19. ↑  Robert M. Sonntag: Die Scanner. 1. Auflage. Fischer Kinder- und Jugendtaschenbuch, 2023, ISBN 978-3-596-85537-7, S. 16.
20. ↑  Robert M. Sonntag: Die Scanner. 1. Auflage. Fischer Kinder- und Jugendtaschenbuch, 2023, ISBN 978-3-596-85537-7, S. 16 ff.
21. ↑  Robert M. Sonntag: Die Scanner. 1. Auflage. Fischer Kinder- und Jugendtaschenbuch, 2023, ISBN 978-3-596-85537-7, S. 27.
22. ↑  Robert M. Sonntag: Die Scanner. 1. Auflage. Fischer Kinder- und Jugendtaschenbuch, 2023, ISBN 978-3-596-85537-7, S. 101.
23. ↑  Robert M. Sonntag: Die Scanner. 1. Auflage. Fischer Kinder- und Jugendtaschenbuch, 2023, ISBN 978-3-596-85537-7, S. 129.
24. ↑  Robert M. Sonntag: Die Scanner. 1. Auflage. Fischer Kinder- und Jugendtaschenbuch, 2023, ISBN 978-3-596-85537-7, S. 129.
25. ↑  Robert M. Sonntag: Die Scanner. 1. Auflage. Fischer Kinder- und Jugendtaschenbuch, 2023, ISBN 978-3-596-85537-7, S. 30.
26. ↑  Robert M. Sonntag: Die Scanner. 1. Auflage. Fischer Kinder- und Jugendtaschenbuch, 2023, ISBN 978-3-596-85537-7, S. 87.
27. ↑  Robert M. Sonntag: Die Scanner. 1. Auflage. Fischer Kinder- und Jugendtaschenbuch, 2023, ISBN 978-3-596-85537-7, S. 87.
28. ↑  Robert M. Sonntag: Die Scanner. 1. Auflage. Fischer Kinder- und Jugendtaschenbuch, 2023, ISBN 978-3-596-85537-7, S. 26.
29. ↑  Robert M. Sonntag: Die Scanner. 1. Auflage. Fischer Kinder- und Jugendtaschenbuch, 2023, ISBN 978-3-596-85537-7, S. 45.
30. ↑  Robert M. Sonntag: Die Scanner. 1. Auflage. Fischer Kinder- und Jugendtaschenbuch, 2023, ISBN 978-3-596-85537-7, S. 132.
31. ↑  Preis des Wirtschaftsclubs literaturhaus-stuttgart.de. Abgerufen am 24. Juni 2014.
32. ↑  Die besten 7 Bücher für junge Leser. Die Deutschlandfunk-Bestenliste im April deutschlandfunk.de. Abgerufen am 24. Juni 2014.